# South Yorkshire
South Yorkshire (Dél-Yorkshire) Anglia egyik nagyvárosi és ceremoniális megyéje a Yorkshire and the Humber régióban. Nyugatról Derbyshire, északnyugatról West Yorkshire, északról North Yorkshire, északkeletről East Riding of Yorkshire, keletről Lincolnshire, délkeletről pedig Nottinghamshire megyékkel határos. A megyei tanács 1986-ban megszűnt így a megyének nincs kijelölt közigazgatási központja, de a kerületek egyesített rendőrségi, tűzoltósági stb. ügyeket intéző titkársága Barnsleyben található.
A nagyvárosi és a ceremoniális megye határai megegyeznek. Lakossága 2014-ben 1 365 847 fő volt.

## Története
South Yorkshire 1974-ben jött létre a történelmi Yorkshire megye nyugati kerületének (West Riding of Yorkshire) déli részéből.
A megye területe már a kőkorban is lakott volt. Sheffieldtől északra 10 ezeréves kunyhószerű kőalapzatot találtak és a szomszédos Derbyshire-ben, a megyehatár mellett 12 800 éves eszközökre bukkantak egy barlangban.
A mai dél-yorkshire-i nagyvárosok szén- és vasércbányák, valamint acélgyárak köré épültek. A legnagyobb acélművek Sheffield környékén voltak, ahol a Penninekből lefutó folyók bőséges vízforrással látták el az ipart.
Az 1972-es önkormányzati törvény létrehozta South Yorkshire megyét, amelynek akkor kétszintű közigazgatása (megyei tanács és négy kerület) volt. 1986-ban az összes angol nagyvárosi megye tanácsát feloszlatták, a kerületek pedig önállóságot kaptak (gyakorlatilag egységes hatóságok, de formálisan nem nevezik így őket). Emellett azonban South Yorkshire megmaradt mint ceremoniális megye.

## Földrajza
South Yorkshire területe 1 552 km², amivel 38. a 48 angol ceremoniális megye között. Tájképét alapvetően a karbonkori kőzetekből felépülő yorkshire-i dombság határozza meg, amely mélyén kiterjedt kőszéntelepek találhatóak. A hajdani intenzív bányászatról tanúskodnak a meddőhányók és bezárt bányák, vas- és acélművek is. A dombság kelet, Doncaster irányában alacsonyan fekvő, lapos síkságba, a Humberhead Levels-be megy át.
A jelentősebb folyók a Dearne, Rother és Don.

## Közigazgatás és politika

South Yorkshire kerületei

South Yorkshire 4, önálló igazgatású nagyvárosi kerületre oszlik:
1. City of Sheffield
2. Rotherham
3. Doncaster
4. Barnsley

A megye 14 képviselőt küldhet a parlament alsóházába. A 2015-ös választások után közülük 13 a Munkáspárt, egy pedig a liberális demokraták jelöltje volt.
A megye nagyobb települései: Sheffield (563 749 fő), Rotherham (109 691 fő), Doncaster (77 125 fő), Barnsley (71 599 fő), Bessacarr (19 803 fő), Rawmarsh (18 210 fő), Stocksbridge (17,120 fő), Maltby (16 856 fő), Wath-upon-Dearne (16 787 fő), Thorne (16 592 fő), Hatfield (16 184 fő), Hoyland (15 497 fő), Conisbrough (15 361 fő), Wombwell (15 180 fő), Darton (14 927 fő), Mexborough (14 750 fő), Swinton (14 643 fő), Rossington (13 255 fő), Armthorpe (12 630 fő), Thorpe Hesley (11 200 fő), Penistone (10 101 fő), Cudworth (10 977 fő), Adwick le Street (10 507 fő), Chapeltown (10 043 fő).

## Gazdaság
1995 és 2003 között a megye gazdasága 10,4 milliárd fontról 15,8 milliárd fontra nőtt. Míg a mezőgazdaság 67 millióról 57 millióra esett vissza, az ipar 3,7 milliárdról 4,7 milliárdra növekedett, a szolgáltató szektor pedig 6,7 milliárdról 11 milliárdra bővült.

## Híres south yorkshire-iek
- Gordon Banks labdarúgó
- Sean Bean színész

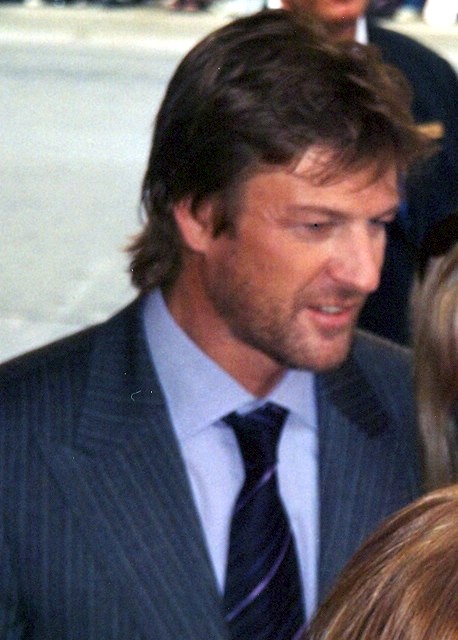
Sean Bean

- William Sterndale Bennett zeneszerző
- Brian Blessed színész
- A. S. Byatt író
- Bruce Chatwin író
- Jeremy Clarkson újságíró, televíziós
- Margaret Drabble író
- Jessica Ennis atléta
- William Hague politikus
- Kevin Keegan labdarúgó
- Michael Palin színész, komikus
- George Porter vegyész
- Diana Rigg színész
- Helen Sharman vegyész, űrhajós
- Louis Tomlinson énekes
- Yungblud énekes

## Látnivalók

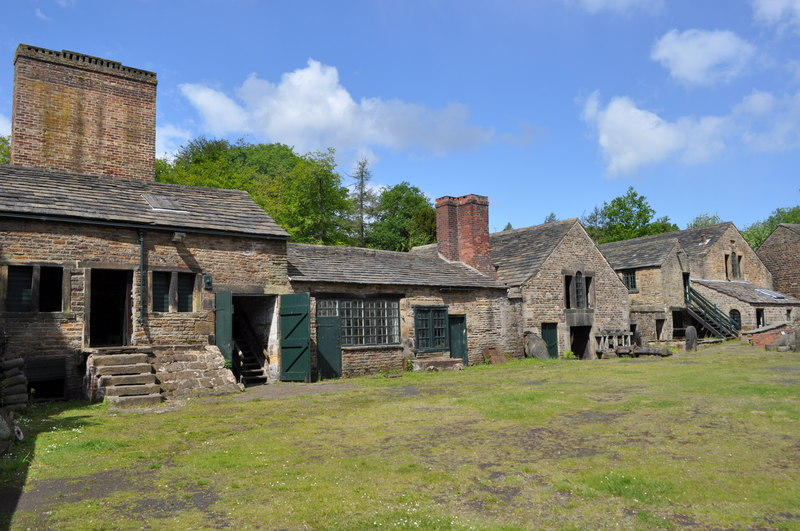
Abbeydale szabadtéri ipari múzeum
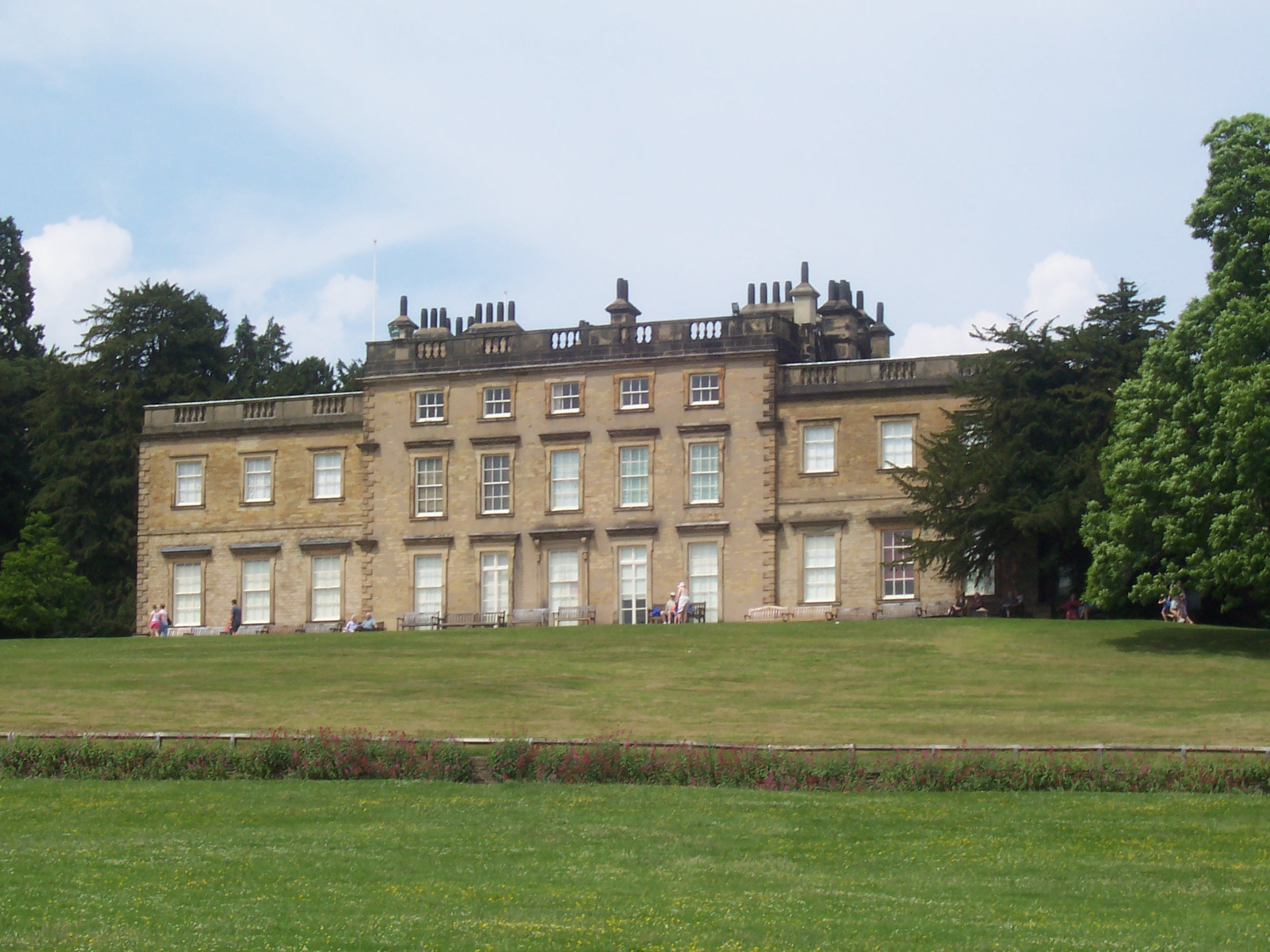
Cannon Hall múzeum
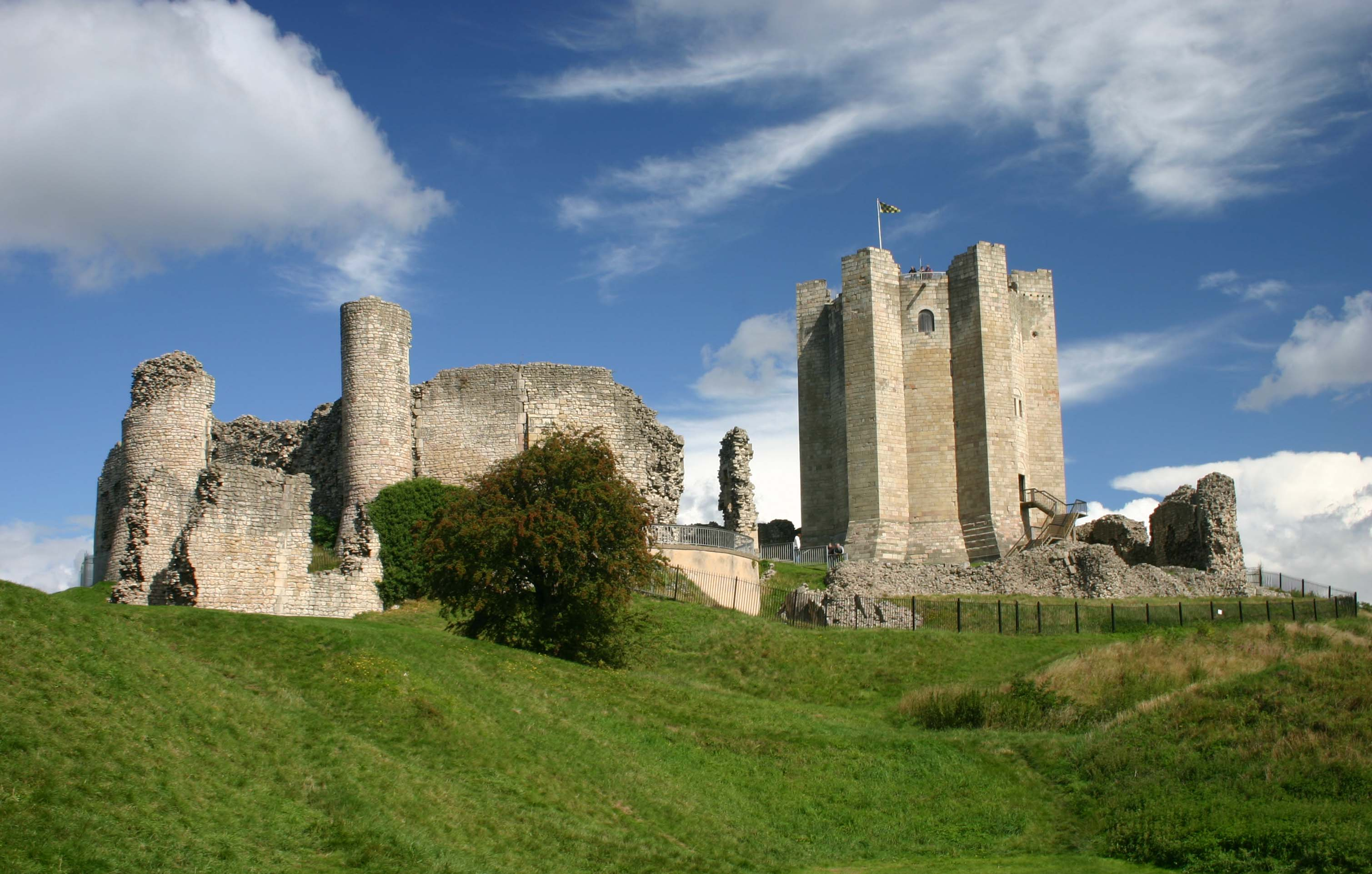
Conisbrough vára
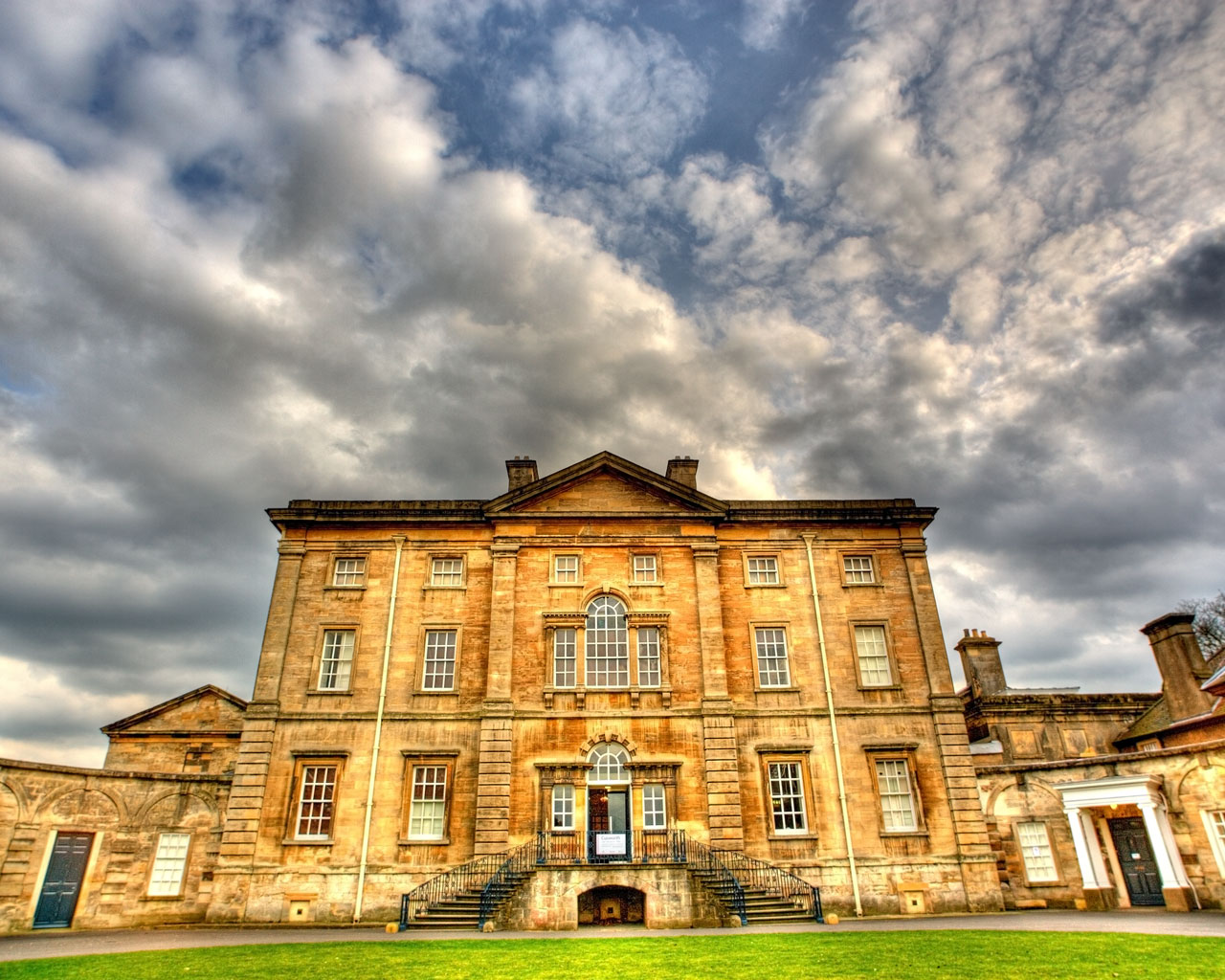
Cusworth Hall
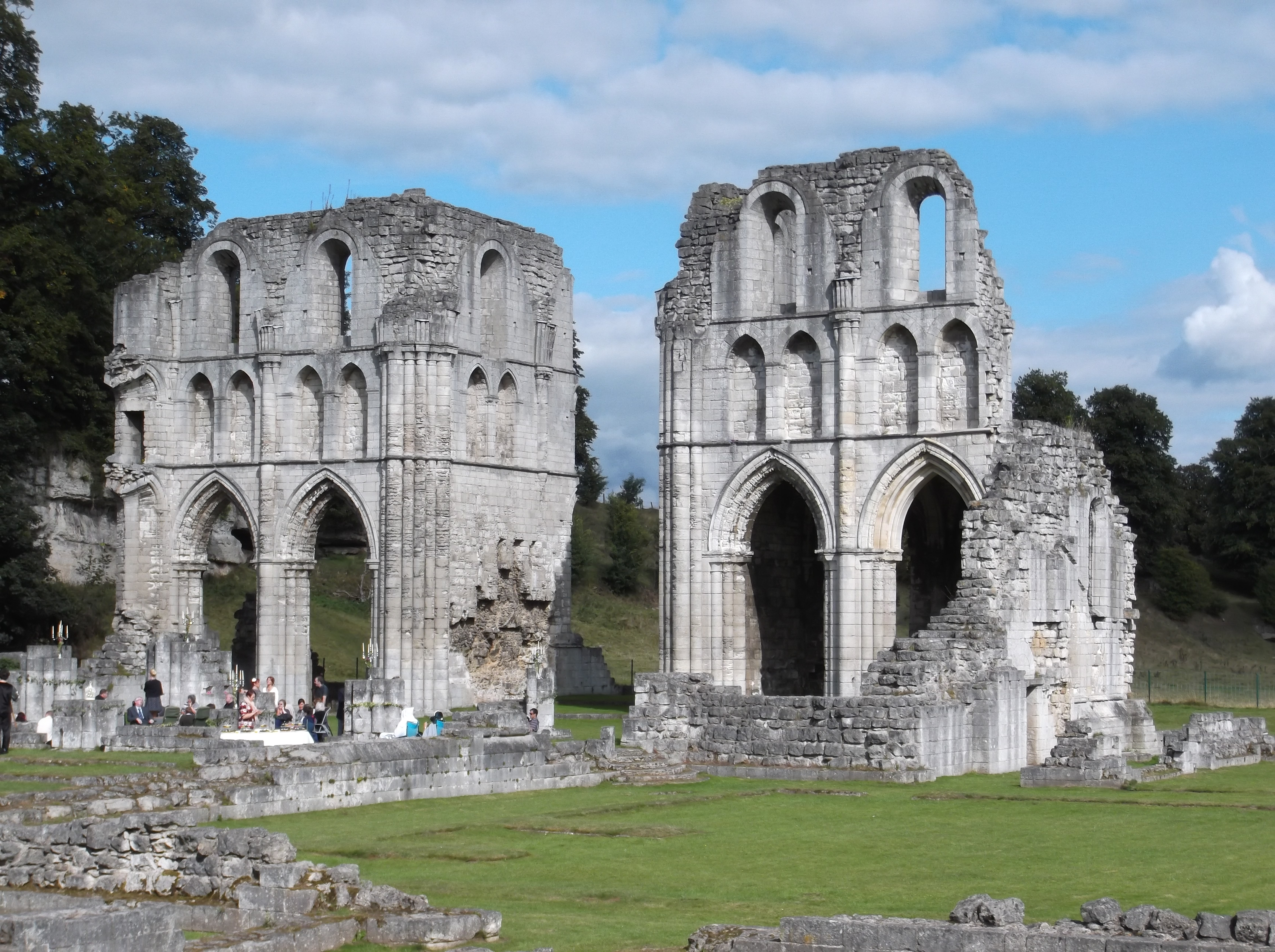
Roche Abbey
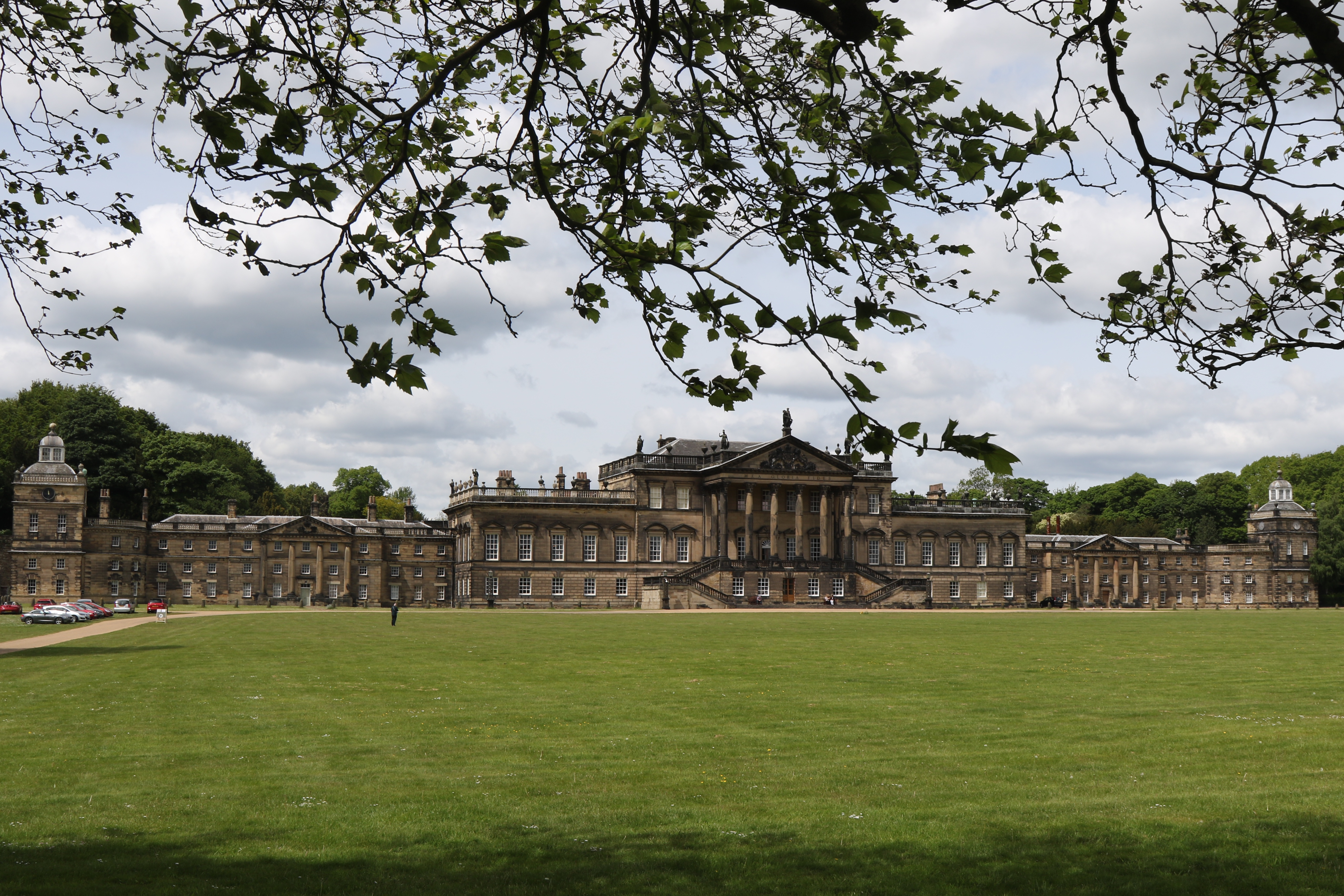
Wentworth Woodhouse

## Fordítás
- Ez a szócikk részben vagy egészben  a   South Yorkshire című angol Wikipédia-szócikk ezen változatának fordításán alapul.  Az eredeti cikk szerkesztőit annak laptörténete sorolja fel. Ez a jelzés csupán a megfogalmazás eredetét és a szerzői jogokat jelzi, nem szolgál a cikkben szereplő információk forrásmegjelöléseként.